# هينريش هيرمان فوس
هينريش هيرمان فوس هو مترجم وسياسي نرويجي، ولد في 17 سبتمبر 1790 في برغن في النرويج، وتوفي في 21 سبتمبر 1853 بسبب كوليرا.

## مناصب
- انتخب  (22 مارس 1845 – 16 أكتوبر 1848).
- انتخب عضو برلمان النرويج  [لغات أخرى]‏ عن دائرة  خلال فترته النيابية ‏ (1845 – 1847).
- انتخب عضو برلمان النرويج  [لغات أخرى]‏ عن دائرة Kristiania ‏ خلال فترته النيابية ‏ (1842 – 1844).
- انتخب عضو برلمان النرويج  [لغات أخرى]‏ عن دائرة Kristiania ‏ خلال فترته النيابية ‏ (1839 – 1841).
- انتخب عضو برلمان النرويج  [لغات أخرى]‏ عن دائرة Kristiania ‏ خلال فترته النيابية ‏ (1836 – 1838).
- انتخب عضو برلمان النرويج  [لغات أخرى]‏ عن دائرة Kristiania ‏ خلال فترته النيابية ‏ (1833 – 1835).
- انتخب عضو برلمان النرويج  [لغات أخرى]‏ عن دائرة  خلال فترته النيابية ‏ (1830 – 1832).
- انتخب نائب عضو برلمان النرويج  [لغات أخرى]‏ عن دائرة Bergen ‏ خلال فترته النيابية ‏ (1821 – 1823).
- انتخب عمدة أوسلو [الإنجليزية]‏ (1840 – 1841).
- انتخب عمدة أوسلو [الإنجليزية]‏ (1838 – 1838).
- انتخب عضو برلمان النرويج  [لغات أخرى]‏ عن دائرة Bergen ‏ خلال فترته النيابية ‏ (1827 – 1829).